# Chris Dednam
Christoffel Cornelius "Chris" Dednam, né le 8 août 1983 à Bloemfontein, est un joueur sud-africain de badminton.

## Carrière
Aux Jeux africains de 2003 à Abuja, il est médaillé d'or en double mixte avec Antoinette Uys et en équipe mixte et médaillé de bronze en double messieurs avec Johan Kleingeld. 
Chris Dednam participe aux tournois de simple messieurs et de double mixte (avec Antoinette Uys) des Jeux olympiques d'été de 2004 à Athènes ; il est éliminé dès le premier tour dans les deux tournois.
Aux Jeux africains de 2007 à Alger, il est médaillé d'or en double messieurs avec son frère Roelof Dednam et médaillé d'argent en équipe mixte.
Il est éliminé au premier tour du tournoi de double messieurs des Jeux olympiques d'été de 2008 à Pékin avec Roelof Dednam.
Il remporte aux Championnats d'Afrique de badminton la médaille d'or en double messieurs en 2004, en 2006 et en 2007, la médaille d'or par équipe mixte en 2002, 2004, 2006 et 2009 et la médaille d'or en double mixte en 2009. Il obtient la médaille d'argent de double mixte et par équipe mixte en 2007, la médaille d'argent du double messieurs en 2002 et en 2009, la médaille de bronze du simple messieurs en 2004, 2006 et 2007 et la médaille de bronze du double messieurs en 2012.